# Donaubrücke Krems
Die Donaubrücke Krems (offiziell St. Pöltner Brücke genannt) verbindet die in Niederösterreich am Nordufer der Donau gelegene Stadt Krems mit dem 30 km weiter südlich gelegenen St. Pölten.

## Lage
Die Brücke führt die Kremser Straße (B37) über die Donau. Nach dem Abzweig Krems-Mitte überquert sie zunächst die Donau Straße (B3) bzw. die Stockerauer Schnellstraße (S5). Auf der Südseite der Donau schließt sie an den Knoten Krems-Süd an, der am Rande des zu Furth bei Göttweig gehörenden Überschwemmungsgebiets liegt und den Beginn der Aggsteiner Straße (B33) bildet.
Die Donaubrücke Krems steht bei Flusskilometer 1999,77. Die nächsten Brücken stromaufwärts sind die Kremser Eisenbahnbrücke bei Kilometer 2001,51 und die Mauterner Brücke bei Kilometer 2003,53. Stromabwärts steht die Donaubrücke Traismauer bei Kilometer 1991,35.

## Beschreibung
Die Donaubrücke Krems ist insgesamt 1078 m lang und 25 m breit. Sie hat je zwei Fahrstreifen, die durch Leitplanken voneinander und von den breiten Geh- und Radwegen getrennt sind. Von den beiden Pfeilern am Ufer gehen offene Treppenhäuser zu den Treppelwegen hinab. Auf dem nördlichen Treppenhaus steht eine stählerne Skulptur; unter ihr ist eine Tafel zur Erinnerung an die Benennung der St. Pöltener Brücke im Millenniumsjahr der Stadt Krems 1995 angebracht.
Die Brücke war ursprünglich beleuchtet, aber 2016 hat man die Beleuchtung abgeschaltet und später auch die schwer zu wartenden Lichtmasten entfernt.
Die Hauptbrücke über die Donau besteht aus einer 458 m langen stählernen Balkenbrücke mit leicht gevouteten Vollwandträgern und 4 Öffnungen mit Pfeilerachsabständen von 84 + 120 + 170 + 84 m. Die Betonpfeiler sind mit Naturstein verkleidet. Die nördliche, 210 m lange und die südliche, 410 m lange Vorlandbrücken sind Spannbeton-Plattenbalkenbrücken.
Die Brücke hat für die Schifffahrt eine Durchfahrtsöffnung für Tal- und Bergfahrten mit einer Breite von 111 m und einer Höhe von 8,25 m über HWS 2010 (Höchster Schifffahrtswasserstand).
Bis zur Eröffnung der 2010 errichteten Donaubrücke Traismauer, die als Umfahrung für Krems gebaut wurde, führte die Kremser Schnellstraße über diese Brücke, deshalb ist sie auch in den 1970er Jahren wie eine Autobahnbrücke konstruiert worden. Trotz der neuen Brücke bei Traismauer ist die Kremser Donaubrücke weiterhin eine der wichtigsten Nord-Süd-Verbindungen in Ostösterreich, da sie die einzige hochrangige Straßenbrücke in das Waldviertel ist.

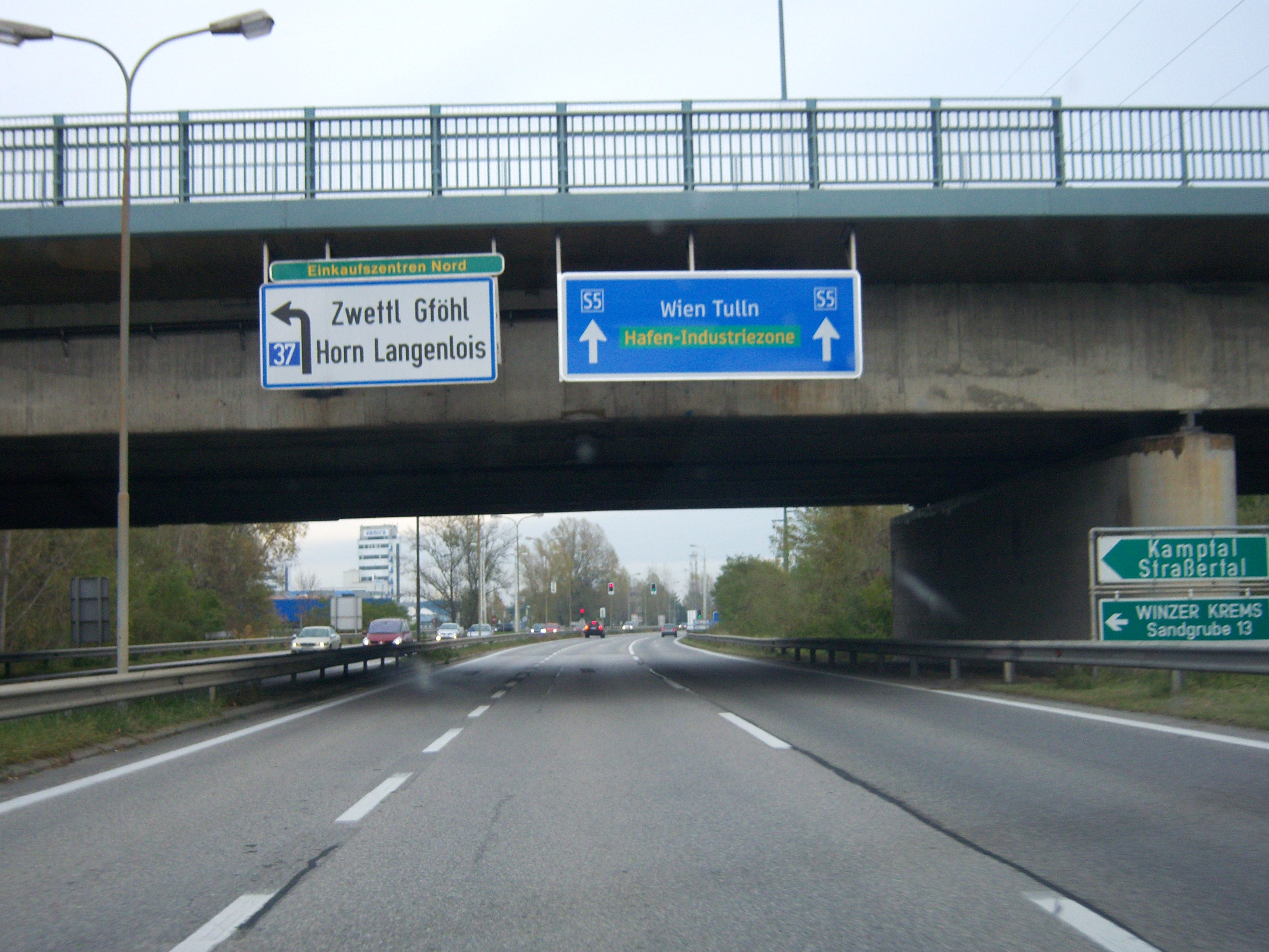
Donaubrücke Krems über der S5
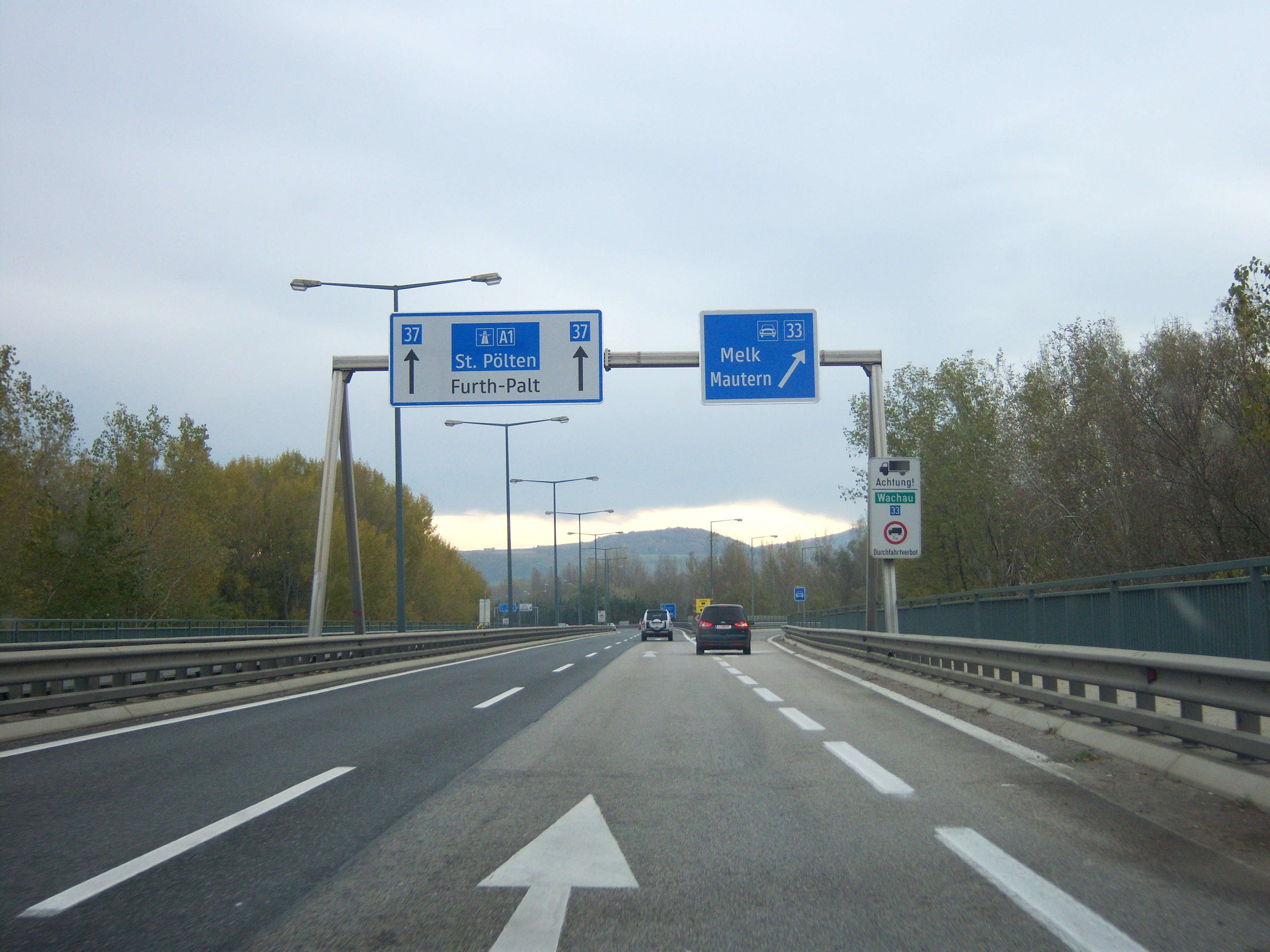
Über dem  Überschwemmungsgebiet der Donau
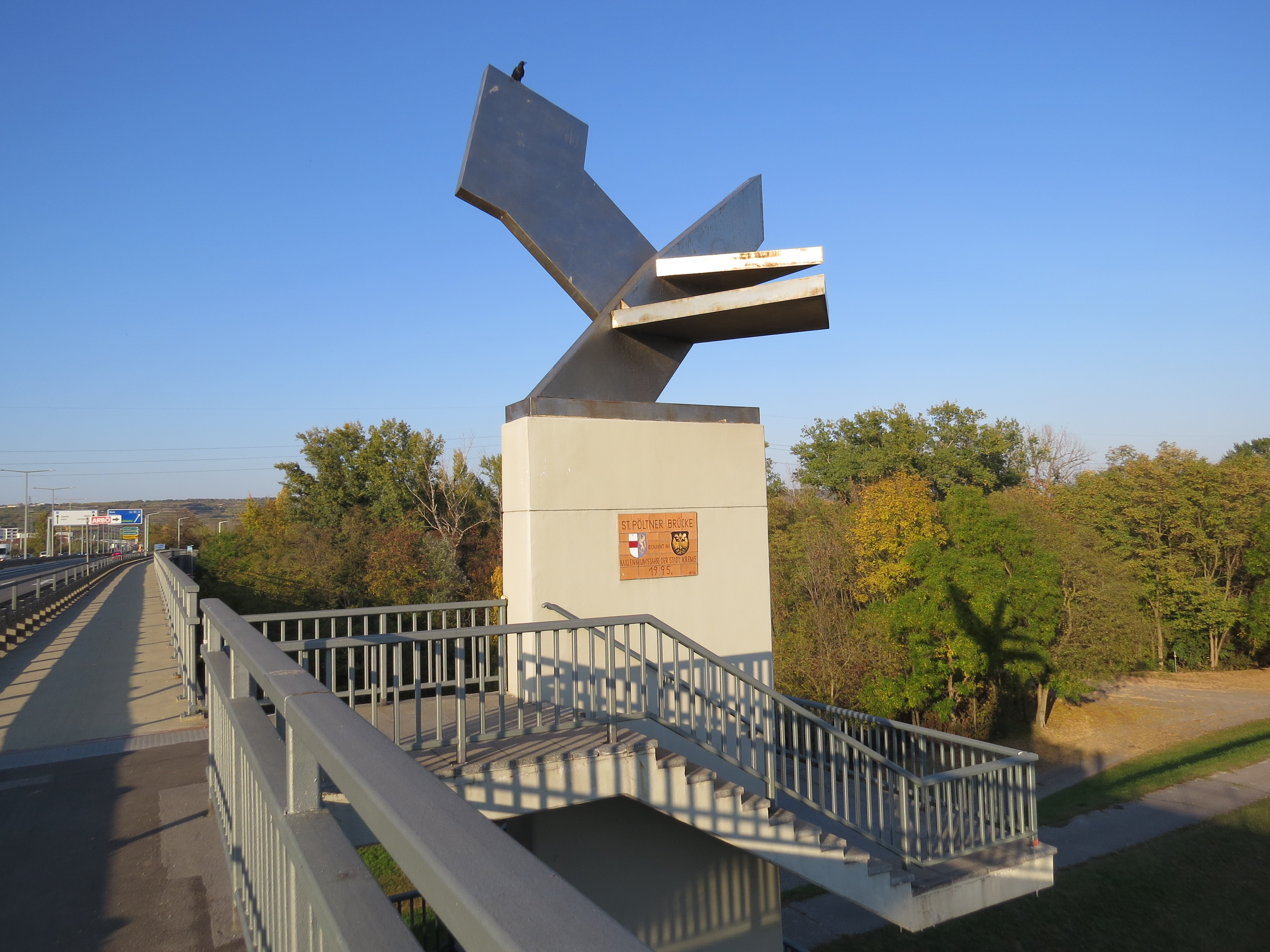
Skulptur an der Donaubrücke
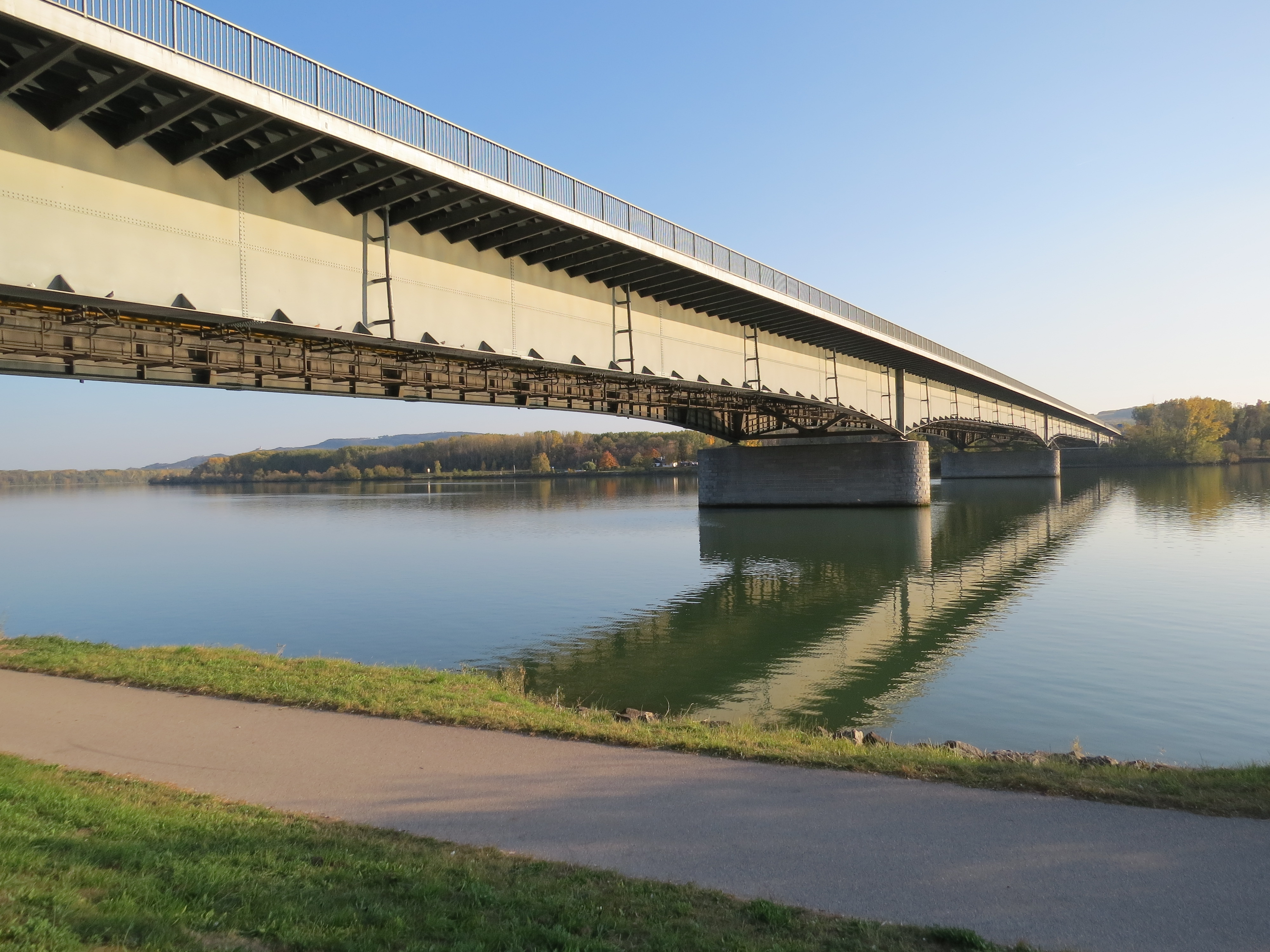
Donaubrücke Krems